# 黄冈镇
黄冈镇是中國广东省潮州市饶平县县城所在地，是饶平县第一大镇和重要侨乡。地处饶平县南部沿海，东接福建省诏安县，接壤所城镇、联饶镇、钱东镇、汫洲镇，南临南海柘林湾三百门港口。黄冈镇是广东省的东大门，历来是闽粤两省物资交流的一个重要集散地。324国道穿过镇区。

## 面积
黄冈镇总面积97.89平方公里，耕地面积28446亩，山地20616亩。

## 行政区划
黄冈镇辖21个村委会，11个居委会和一个村级场。

## 人口
全镇总人口176953人（1999年），旅居海外及港澳台一万多人。

## 著名景点
- 石壁庵

石壁庵位于离镇中心约二公里的栖云山，因此山多为石头山而得名。山上有“涑玉泉”、“古雷音寺”、“纳海楼”、“慈悲亭”、“仙人脚”、“龟泉”等景观。其中涑玉泉成于山上天然岩洞，长年清泉不竭。

## 人文
- 霞西布马舞

饶平布马舞源于宋末元初，至今已有7百多年历史，布马舞最先流行于饶平县新丰九村一带，建国后流传至黄冈镇西门等地。布马舞其表现形式接近于北方的“旱船”“跑驴”“莲花舞”等舞蹈。布马舞艺术融合民间舞蹈、民间音乐、民间工艺，形式优美生动。春节间期布马舞进行游等表演。

## 信仰
前埔村
- 天后宫:供奉妈祖

新厝村
- 天后妈祖宫:供奉妈祖

霞中村
- 古楼文祠:供奉文昌帝君

薛厝寮村
- 三界古庙:供奉三界爷公

大澳村
- 天后圣母宫:供奉妈祖

洪西寮村
- 北帝公庙:供奉北帝公

高厝寮村
- 崇政庙:供奉王公、王妈

西门社区
- 金山禅寺:供奉准提菩萨、四大天王
- 城隍庙:供奉城隍公

## 姓氏由來
余姓， 黄冈镇从福建迁来的余姓始袓名英，字文英（原姓黄名言，承嗣余家），幼随袓 居福建汀州、宋咸淳末（约1274年）与侄有聪避难徙居三饶严寨里，元初迁居黄冈。现黄冈城内、上林、葛口等余姓居民为其衍派。
施姓， 西巫峡、黄冈镇等施姓居民始祖施浒烈，于元末明初自福建泉州晋江南寻入饶，先居西巫峡，后分住黄冈城内。
康姓， 汫洲镇东灶村康姓居民入饶始祖康长官，以渔、农为业。于明末清初从福建漳州龙溪许撤村迁徙入饶，初居海山东边村，后移居东灶,分支住黄冈、仙洲、樟溪。
汤姓， 柘林汤姓居民入饶始祖系学士汤浩仁、浩德两公，于元末明初从福建省漳州云霄迁徙入饶，分别开创柘林上汤和下汤，现除本邑之黄冈、三饶有其衍孫。
庄姓， 联饶冠陇村庄姓居民是清顺治九年（1652年）从普宁县庄陇乡迁徙入饶的。先袓居福建晋江桃源村。清同治十一年（1872年），庄伦昭从冠陇村迁居黄冈经商，现已衍派六代。
庄姓， 庄姓明末清初从饶平县新圩镇乔光村三房迁移至黄冈镇山美村定居。
林姓， 东井公乃禄公第四十世孙二十九郎，字启夫，因祖籍是福建莆田东井乡，故称东井公。公生于南宋理宗嘉熙年间，娶妻李氏妙志，生下五子；梅陇，梅江，梅轩，梅溪，梅斋。林姓始祖宋末元初入饶，入饶祖林梅斋先居福建兴化府莆田县，後住今之汫洲寨山脚。林梅江派系衍孫,先居霞绕石牌，至明朝嘉靖年间再移入黄冈城内。
林姓， 林氏明朝中叶从福建咸丰迁移至广东漠山（现饶平县黄冈镇大澳村）。
郑姓， 柘林、黄冈楚巷、碧州、大澳等郑姓居民入饶始祖郑虎臣，其先祖居河南荥阳，迁籍福建莆田石狮巷。南宋末年为会稽县尉。德祐元年（1275年）在漳州木棉庵杀死贾似道，又遇国变，匿居饶平石壁山。虎臣伯父郑清之生于浙江鄞县，南宋理宗时为左、右丞相兼枢密使，卒后为宋室厚葬。及宋亡，为避元军凶焰，清之后代避难入潮。
郑姓， 于明朝万历年间，郑姓由澄海程洋冈迁居饶平，初住新圩镇厝寨，不久迁移至黄冈镇大寮村，尔后，由大寮村迁入山美村定居。
連姓， 宋朝徽宗時期的居福建莆田重岩公，宋理宗王（公元１２５９年）其裔孫金誥公來潮開創潮陽連氏。後裔分衍汕頭、濠江、潮陽、潮南、澄海、南澳、潮州湘橋、潮安、饒平黃岡、饒平新圩、普寧、惠來等地。
謝姓， 開饒始祖 謝福全於元末明初間，從福建漳州小靖(今詔安秀篆)遷移海陽，開創橫溪(今饒平新豐鎮)。福全派下有饒平黃岡、聯饒、樟溪、新圩、錢東、高堂、大埕；潮安、澄海、潮陽、普寧、豐順等。
謝姓， 谢姓先祖自福建兴化府莆田县宝树堂迁广东饶平县黄冈东郊村，后裔再迁潮州府揭阳县蓝田都太平庄。
清朝嘉庆年间，裔孙由揭阳县石牌鄉太平村迁至广州市上番禺慕德里司大庄开基落葉。
周姓， 周景德于宋嘉定年间(1208一1224年)，从福建漳州龙溪迁徙广东潮州市饶平县黄岗镇大沃村开基立业。
周姓， 周淳德于明景泰年间(1450一1456年)，从福建莆田县迁徙广东潮州市饶平县黄冈镇碧冈村开基立业。淳德妣高氏生七子，先居广东饶平宜化都黄冈堡冯田村红砖厅，后次子分居仙冈。
周姓， 周氏南宋从福建莆田迁移至广东饶平东界，1190年从东界迁移至黄冈镇大澳村。
张姓， 参议公，明山公九世孙也。明山公谱系河南祥符人氏。太高祖尚书公陵生二子，长讳龙，次讳虎，俱系指挥之职，同陈元光来镇漳州。裔孫国登，字英勤，生于明崇祯元年(1628)，清初任职于福建兴化府，康熙十六年(1677年)卒于任上，葬兴化城东，為张氏三房六世祖安贞公后裔。广东饶平黄冈张姓系自福建漳州云霄火田镇西林迁居饶平黄冈霞绕。
张姓， 于南宋祥兴二年（1279年），张姓祖宗因避战乱迁来广东东洋屯（今浮滨镇），明初，从浮滨镇迁入县城黄冈镇霞中村，早年称为霞绕乡。从霞绕乡分出霞西、霞中、霞东三乡。
张姓， 新埔村，别名后埔村。世居主要姓氏为张、陈两姓。第一大姓为张姓，明朝中期从福建莆田迁移至饶平黄冈新埔村。
蔡姓， 蔡氏始祖江山公自明代由福建莆田沙溪迁来广东潮州饶平县黄冈蔡厝围，其二弟永山公迁饶平联饶山门村，三弟永立公迁汕头澄海。
蔡姓， 河南陈留蔡大业之子蔡允恭迁入福建龙溪新恩里屿头（今龙海市）为入閩祖。蔡元鼎，号蒙斋，福建漳浦县蔡坑(今赤岭前园村蔡坑)大帽山人。裔孙繁衍昌盛，包括广东潮州饶平黄冈蔡厝围、黄冈下市万成巷、饶平钱东上浮山、钱东下浮山、三饶粮田、上饶蔡子角、饶平海山渡头等余派，为福建漳浦蔡公允恭、蔡公元鼎后裔。
沈姓， 沈世纪原籍河南固始县，唐高宗总章二年随陈政统兵南下干“蛮獠啸乱”。陈政殁后，他又辅佐陈政之子陈元光，是陈元光的得力助手。平乱之后，建置漳州，沈世纪授司马分营将之职，专门驻扎在南诏(今诏安)。《漳州府志》记载：“沈世纪，开漳功臣，乃名将也。”沈世纪落籍诏安，为闽、潮沈姓开基祖。潮汕大部分沈姓人家是从福建漳州诏安迁移过来的，也是沈世纪的嫡系子孙。子孙居福建漳州诏安县，广东潮州饶平县黄冈镇内寮，饶平县联饶镇赤坑等地定居。
钟姓， 《颍川钟氏族谱》记载，始祖公妈迁徙到黃冈镇前埔村，黄冈溪下游形成冲积沙埔而取名前埔村。世居村民为钟氏，明朝中期，钟氏先祖从福建莆田迁移至饶平县黃冈镇前埔村。
钟姓， 钟姓从福建省诏安县白洋乡汀洋村迁移至广东饶平县联饶光明农场的城冈村，明末清初从联饶城冈村迁移至黃冈镇钟厝埭村。
陈姓， 新埔村，别名后埔村。世居主要姓氏为张、陈两姓。第二大姓为陈姓，明朝中期从福建莆田迁移至饶平黄冈新埔村。
陈姓， 陈姓，清代从福建漳州迁移至广东饶平黄冈镇洪西寮村定居。
黄姓， 1650年黄氏先祖从广东饶平县三饶道韵楼迁移至黄冈镇下埭仔村，因附近是一片埭田，取名为下埭仔。
高姓， 1636年（明朝中期）从汕头澄海莲和镇下窖迁移至饶平黄冈镇下埭仔村。
叶姓， 叶氏祖先在清乾隆年间，由福建诏安县迁移至广东饶平黄冈镇薛厝寮村建乡。
李姓， 李氏，由钱东镇李厝村迁入广东饶平黄冈镇薛厝寮村。
李姓， 李氏相传自宋末年间从福建诏安迁入广东饶平县黄冈东峡村。李氏宗祠的旧祠堂建于明朝年间，占地面积1200平方米。
许姓， 许氏开潮始祖许烈公携带族群由南诏(今福建诏安)迁移来潮州韩山山前乡定居，山霞村始祖许醉翁（宋英宗的驸马许珏的第六代嫡系孙醉翁）因扶宋抗元失败，1279年从海阳山前乡（遗址在现时的潮州韩山师院内）迁移至饶平黄冈镇山霞村。
刘姓， 唐代时期，刘姓祖先便从北方迁入广东潮州桃坑，于明清朝时期，刘氏祖先起先迁徙到高堂镇西林西，然后迁移到黄冈镇里和睦村，取名里和睦村。
吕姓， 元末明初吕氏祖先鸿门公从今广东饶平县钱东镇大陇村迁入黄冈东峡村定居。吕氏宗祠始建于1562年（明嘉靖年间）具有潮汕厝皇宫起的殿堂风貌，祠堂坐西北向东南。
朱姓， 朱氏从广东饶平县海山镇迁入黄冈东峡村定居。朱氏宗祠始建于明朝年间，悬挂景昌堂牌匾。
吴姓， 吴氏明朝中期从广东饶平高堂迁移至本地黄冈镇和石村。
洪姓， 于清代雍正年间，由洪氏先祖从福建省漳州一带迁徙至广东饶平黄冈镇洪西寮村，而取名洪西寮。
江姓， 江姓，清代从福建漳州迁移至广东饶平黄冈镇洪西寮村定居。
徐姓， 于清代雍正年间，由徐氏先祖从福建省岩溪走马塘沃浱(今诏安县太平镇走马塘村)迁徙到广东饶平黄冈镇高厝寮村分村形成，取名高厝寮，世居村民主要姓氏为徐姓。

## 历史事件
- 黄冈丁未革命

光绪三十三年（1907年，丁未年），孙中山先生计划在广东潮州、惠州起义，并派三合会头目、同盟会员许雪秋和邓子瑜分别发动，拟于5月25日起事。光绪三十三年（1907）四月十一日，潮州清军到饶平黄冈搜捕革命党，陈涌波等被迫集合群众，于当晚仓促举事。起义军七百余人，“旗号大书革命字样”，于次日攻占黄冈，擒杀司官巡检王绳武及守城把总许登科。陈涌波、余既成以革命军正、副司令名义发布檄文，宣布“驱除鞑虏，恢复中华，创立民国，平均地权”宗旨。又以“广东国民军大都督陈”的名义发布告示，免除苛税，“除暴安民”。两广总督周馥急命潮州总兵黄金福率兵进剿。广东水师提督李准亦率二千清兵前来镇压。十三日晚，陈涌波、余既成分两路攻潮州和井州（距黄冈二十里）。次日，余既成在井州战败，陈涌波得讯往援，复被清军击败。由于革命军起事仓促，主要领导人许雪秋尚在香港，内部意见纷纭，又未集中兵力迎敌，虽经与清军七次激战，但寡不敌众，粮械缺乏，被迫于十六日宣布“解散”，已到汕头的许雪秋亦中止活动。是役起义军战死94人，事后被捕遇害的党人60余名，余既成等逃亡香港。